# Wychwood
Wychwood – las w środkowej Anglii (Wielka Brytania), w hrabstwie Oxfordshire, w dystrykcie West Oxfordshire, w civil parish Cornbury and Wychwood, położony na południowy zachód od miasta Charlbury.
Las jest pozostałością po niegdyś rozległej puszczy, która stanowiła w przeszłości królewski teren łowiecki. Współcześnie las zajmuje obszar nieco ponad 500 hektarów, objęty jest ochroną jako Site of Special Scientific Interest (SSSI). Obszar lasu stanowi własność prywatną i jako taki nie jest dostępny dla osób postronnych z wyjątkiem pojedynczej, przecinającej go ścieżki o dostępie publicznym. Do lasu przylega posiadłość ziemska Cornbury Park.

## Historia
Wychwood odnotowany został jako królewski teren łowiecki (royal forest) w Domesday Book (1086). Zajmował powierzchnię około 470 km². Rozciągał się od Woodstock na wschodzie po Taynton na zachodzie i od Chipping Norton na północy po Northmoor na południu. Nie był to obszar w całości zalesiony, obejmował również łąki, pola uprawne i wrzosowiska. Już na przełomie X i XI wieku wzniesiony został królewski dworek myśliwski nieopodal Woodstock. Tam też na polecenie króla Henryka I utworzono wygrodzony park łowiecki. W 1704 roku ów park przekazany został Johnowi Churchillowi, księciu Marlborough w podzięce za zwycięstwa na polu bitwy (na jego terenie powstała posiadłość Blenheim Palace).
Na przestrzeni wieków tereny królewskie stopniowo przeszły w posiadanie prywatne, ostatnie fragmenty w 1867 roku, a połacie lasu zostały wycięte, w dużej mierze na potrzeby budowy okrętów dla Royal Navy. Poza współczesnym lasem Wychwood zachowało się kilka odrębnych fragmentów dawnej puszczy.
Nazwa Wychwood pochodzi od wczesnośredniowiecznego królestwa Hwicce, na którego skraju ów las się znajdował. Nazwa lasu zachowała się w nazwach trzech wsi znajdujących się niegdyś w jego obrębie – Ascott-under-Wychwood, Shipton-under-Wychwood oraz Milton-under-Wychwood.